# Amoya
Amoya is een geslacht van straalvinnige vissen uit de familie van grondels (Gobiidae). Het geslacht is voor het eerst wetenschappelijk beschreven in 1927 door Herre.

## Soorten
- Amoya gracilis (Bleeker, 1875)
- Amoya madraspatensis (Day, 1868)
- Amoya moloanus (Herre, 1927)
- Amoya signata (Peters, 1855)
- Amoya veliensis (Geevarghese & John, 1982)